# Rančići (Čajniče, BiH)
Rančići su naseljeno mjesto u općini Čajniču, Republika Srpska, BiH. Nalazi se na 1020 metara nadmoske visine, istočno od rijeke Janjine, Gložin je jugozapadno, Hovrljice su jugozapadno, a Kapov Han sjeveroistočno.
Godine 1985. spojeni su zajedno s naseljima Kobilićima, Hovrljiicama, Šamlićima i Trbuhovićima u novo naselje Kapov Han (Sl. list SRBiH 24/85).

## Stanovništvo
| Narod     | Popis 1961. | Popis 1971. | Popis 1981. |
| --------- | ----------- | ----------- | ----------- |
| Hrvati    |             |             |             |
| Muslimani | 84          | 58          | 67          |
| Srbi      | 2           |             |             |
| ostali    |             |             |             |
| Ukupno    | 86          | 58          | 67          |